# Кашин, Виктор Сергеевич
Виктор Сергеевич Кашин (род. 12 января 1994, Самара, Россия) — российский профессиональный баскетболист, играющий на позиции разыгрывающего защитника.

## Карьера
Кашин воспитанник баскетбольного клуба «Самару», первый тренер — Игорь Борисович Шевченко. Несколько лет Виктор провёл в системе саратовского «Автодора», но за основную команду в официальных матчах участия не принимал.
В сезоне 2012/2013 Кашин играл в аренде в ижевском клубе «Родники», где стал чемпионом Высшей лиги.
В августе 2013 года Кашин вновь отдан в аренду, на этот раз в команду Суперлиги «Темп-СУМЗ».
В сентябре 2014 года Виктор Кашин был дисквалифицирован на полтора года за нарушение дисциплины во время чемпионата Европы среди юношей до 18 лет. Весь период дисквалификации Виктор активно поддерживал спортивную форму, являясь одним из лучших игроков Саратовской Баскетбольной Лиги.
Перед стартом сезона 2015/2016 руководство «Автодора» приняло решение о том, что Кашин проведёт сезон 2015/2016 в аренде в клубе «Иркут», где он сможет получить больше игровой практики. По окончании аренды, Виктор вернулся в саратовский клуб и принял участие в «Финале восьми» Единой молодёжной лиги ВТБ в составе «Автодор-2», став финалистом турнира.
В сентябре 2016 года Кашин вернулся в «Купол-Родники» на правах аренды. По окончании сезона 2016/2017, директор ижевского клуба Константин Стародумов, сообщил, что Виктор продлил контракт с командой ещё на один сезон.
В январе 2018 года Кашин покинул ижевскую команду и перешёл в «Буревестник» (Ярославль), с которым стал чемпионом Суперлиги-2 дивизион.
Сезон 2018/2019 Кашин начал в «Буревестнике», набирая в 23 играх Суперлиги-1 5,5 очков, 2,7 передачи и 3,3 подбора в среднем за игру. В феврале 2019 года Виктор и ярославский клуб расторгли контракт по обоюдному согласию сторон.
Свою карьеру Кашин продолжил в казахстанском клубе «Барсы Атырау» и стал серебряным призёром чемпионата Казахстана. В первом матче финала против «Астаны» (83:88) Виктор сыграл 6 минут 30 секунд, набрав 3 очка и 1 передачу. Во второй игре, которая проходила в Нур-Султане 28-го мая, также наблюдалась ожесточенная борьба. Во второй игре (71:80) Кашин провёл на площадке 6 минут 55 секунд и отметился 1 передачей и 2 подборами.
В июле 2019 года Кашин перешёл в «Самару». В составе команды Виктор стал обладателем Кубка России.
В июне 2020 года Кашин подписал с «Самарой» новый контракт. В сезоне 2020/2021 Виктор стал чемпионом Суперлиги-1 и бронзовым призёром Кубка России.
В июле 2022 года Кашин вернулся в «Самару» для выступления за команду по баскетболу 3×3.
С 19 по 21 августа 2022 года Кашин в составе сборной Самарской области принял участие в I Всероссийской Спартакиаде сильнейших спортсменов в баскетбольном турнире 3×3 и стал бронзовым призёром. В матче за 3 место команда Самарской области победила соперников из Московской области (21:15).
В июле 2023 года Кашин продлили контракт с «Самарой 3×3» на 2 года.
В декабре 2024 года Кашин был включён в заявку «Самары» для участия в Единой лиге ВТБ.

## Сборная России
С 2010 по 2014 годы Виктор Кашин выступал за кадетскую, юниорскую и молодёжную сборные России на Первенствах Европы и Мира.
В 2014 году, на чемпионате Европы среди юношей до 18 лет, Виктор был отчислен из расположения сборной, вместе с двумя партнёрами по команде, за нарушение дисциплины. В сентябре 2014 года игроки были дисквалифицированы на полтора года.
В мае 2018 года Кашин был включён в состав сборной команды «Россия-1» для участия в Международном студенческом баскетбольном кубке и был назначен капитаном команды.

## Достижения

### Баскетбол 5×5
- Серебряный призёр чемпионата Казахстана: 2018/2019
- Чемпион Суперлиги-1 дивизион: 2020/2021
- Чемпион Суперлиги-2 дивизион: 2017/2018
- Чемпион Высшей лиги: 2012/2013
- Обладатель Кубка России: 2019/2020
- Бронзовый призёр Кубка России: 2020/2021
- Серебряный призёр Единой молодёжной лиги ВТБ: 2015/2016
- Обладатель Международного студенческого баскетбольного кубка: 2018

### Баскетбол 3×3
- Бронзовый призёр Всероссийской спартакиады: 2022